# Laus perennis
Pour les articles homonymes, voir Laus.

La laus perennis ou louange perpétuelle est une pratique monastique qui fut instaurée par l'archimandrite Alexandre l'Acémète.

## Histoire
Né vers 350 sur une île de l'Asie mineure et mort vers 430, Alexandre l'Acémète fut l'initiateur à Constantinople et aux alentours des premiers monastères de l’ordre des Acémètes autrement dit « les non-dormants » ou « les vigilants ».
En Occident, la Laus perennis a été introduite en 516 lors du concile d'Agaune convoqué par saint Sigismond, roi des Burgondes, dans le monastère de Saint-Maurice qu'il avait fondé l’année précédente. Elle a ensuite fleuri dans d'autres monastères de la Gaule : monastère de Saint-Denis, à l'instigation de Dagobert Ier, et à Saint-Martin-de-Tours, Lérins, etc. 
On l'attribue aussi à Avit de Vienne. 
Le modèle liturgique privilégié est celui de la liturgie céleste et s'inspire des prescriptions évangéliques qui demandent de prier sans cesse (cf. Mt 18,19-20 ; Mt 24,42-44 et Lc 21,36 ; 1 Th 5,17...).
Cette forme de louange n'est plus pratiquée à Saint-Maurice. Selon certaines additions tardives à la Passion des martyrs d'Agaune, rédigée primitivement par Eucher de Lyon (Ve siècle), ces laus étaient encore pratiqués à Agaune au VIIIe siècle. Il semble qu'elle ait duré jusqu'au IXe siècle lorsque les moines furent remplacés par les chanoines et la liturgie canoniale qui leur est propre, issue du rite romain de l'office.

## De nos jours

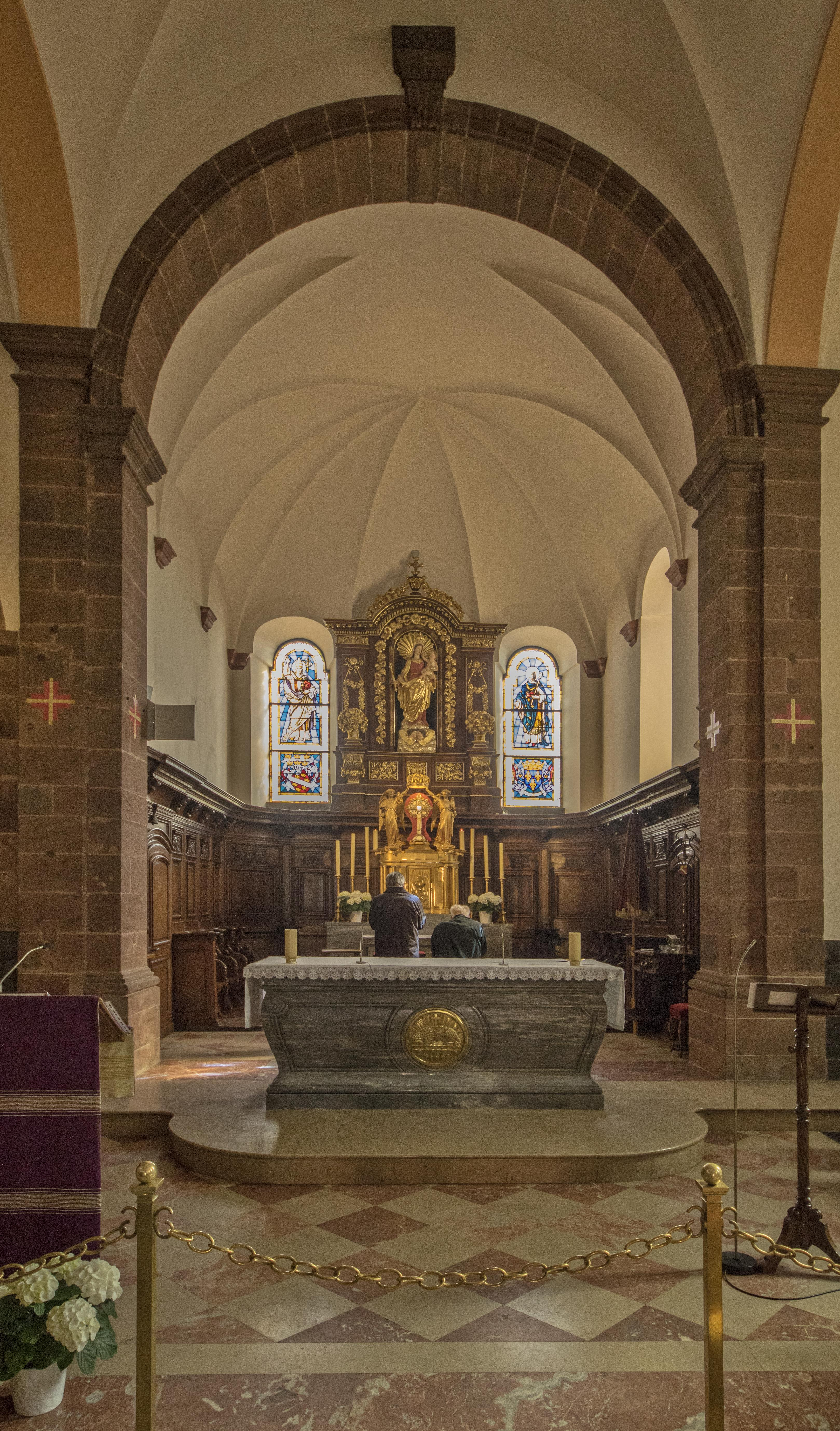
À l'autel, deux fidèles prient toujours, depuis 1931 au mont Sainte-Odile.

La pratique de la louange perpétuelle ne disparut pas. Ainsi, à l'abbaye de Hohenbourg, les fidèles de la confrérie de Sainte-Odile respectent leur adoration perpétuelle depuis le 5 juillet 1931, à la suite d'une intention de l'évêque de Strasbourg Charles Ruch. En 2020, certes, la pandémie empêcha cette louange perpétuelle en présence physique. Or, les fidèles continuèrent, durant cette période difficile, à effectuer l'adoration à la maison, en union de prière avec les religieux restant au sanctuaire. 
L'adoration perpétuelle est recommandée ailleurs. Ainsi, à Pau et à Bayonne, des chapelles sont ouvertes en faveur de cet objectif toute l'année, même s'il ne s'agit pas nécessairement de présence perpétuelle.

### Articles liés
- Chapelle royale (Ancien Régime), Dagobert Ier § Saint-Denis
- Maison internationale de la prière (pratiquant la prière continue)
- Adoration eucharistique
- Alexandre l'Acémète
- Marcel de Constantinople